# Центар модерне уметности Гаража
Центар модерне уметности Гаража (рус. Центр современной культуры «Гараж») је културни центар у Москви, отворен 16. септембра 2008. године. Име је добио по аутобусној гаражи у којој се данас налазе простори велики око 1.000 m². Директорица Гараже је Даша Жукова, а главни покровитељ Роман Абрамович.

Према речима директорице центар Гаража је нека врста московске верзије лондонског Тејт Модерна, париског центра Помпиду или њујоршког Мома.